# Drain (banda)
Drain, conhecida na Suécia também como STH, foi uma banda sueca de grunge e heavy metal composta apenas por mulheres. A vocalista Maria Sjöholm atualmente é casada com Tony Iommi, enquanto a baterista Martina Axén tocou em uma banda chamada Snake River Conspiracy e atualmente está trabalhando solo. Já a guitarrista Flavia Canel está tocando no Blowsight e a baixista Anna Kjellberg está atualmente no Revolting Cocks, da turma de Al Jourgensen, do Ministry.

## Formação
- Maria Sjöholm (vocais)
- Flavia Canel (guitarra)
- Anna Kjellberg (baixo)
- Martina Axén (bateria)

## Discografia
- 1995 Serve the Shame [EP]
- 1996 Horror Wrestling [expandido em 1998]
- 1999 Freaks of Nature[1][2]